# 한국식품산업클러스터진흥원
한국식품산업클러스터진흥원(韓國食品産業클러스터振兴院, The Food Industry Promotional Agency of Korea)은 식품산업진흥법에 따라 국가식품클러스터의 육성 및 관리와 참여기업 및 기관들의 활동을 지원하기 위하여 설립된 농림축산식품부 소관의 기타공공기관이다.. 사무실은 전라북도 익산시 왕궁면 국가식품로 100이다.

## 설립 근거
- 식품산업진흥법제12조의2(한국식품산업클러스터진흥원의 설립 등) ① 국가식품클러스터의 육성 및 관리와 참여 기업 및 기관들의 활동 지원을 위하여 한국식품산업클러스터진흥원(이하 “진흥원”이라 한다)을 설립한다.  <개정 2020. 2. 11.>

② 진흥원은 법인으로 하고, 주된 사무소의 소재지에서 설립등기를 함으로써 성립한다.  <개정 2020. 2. 11.>
③ 진흥원은 다음 각 호의 사업을 수행한다.  <개정 2013. 3. 23., 2020. 2. 11.>
1. 국가식품클러스터와 식품산업집적에 관한 정책개발 및 연구
2. 식품전문산업단지의 조성 및 관리에 관한 사업
3. 국가식품클러스터 참여 기업 및 기관들에 대한 지원 사업
4. 국가식품클러스터 참여 기업 및 기관들 간의 상호 연계활동 촉진 사업
5. 국가식품클러스터 활성화를 위한 연구, 대외협력, 홍보 사업
6. 그 밖에 농림축산식품부장관이 위탁하는 사업
④ 제3항 각 호의 사업을 수행하기 위하여 진흥원에 농림축산식품부령으로 정하는 부설기관을 설치할 수 있다.  <개정 2013. 3. 23., 2020. 2. 11.>
⑤ 정부 또는 지방자치단체는 진흥원의 설립 및 운영에 사용되는 경비의 전부 또는 일부를 예산의 범위에서 출연하거나 보조할 수 있다.  <개정 2020. 2. 11.>
⑥ 농림축산식품부장관은 제3항 각 호의 진흥원의 업무를 지도ㆍ감독하며, 필요하다고 인정할 때에는 진흥원에 대하여 사업에 관한 지시 또는 명령을 할 수 있다.  <개정 2013. 3. 23., 2020. 2. 11.>
⑦ 진흥원에 관하여 이 법에서 정한 것을 제외하고는 「민법」 중 재단법인에 관한 규정을 준용한다.</ref>

## 주요 업무
- 국내외 식품기업·기관 투자유치 및 홍보
- 국가식품전문산업단지 조성업무 지원
- 국가식품클러스터 참여기업·기관 지원 업무
- 대외협력 및 교류지원

## 연혁
- - ‘21.03  제4대 한국식품산업클러스터진흥원 이사장 취임(김영재)
  - ‘21.03  HMR기술지원센터 개소
  - ‘20.09  기능성원료은행 사업 선정
  - ‘20.02  기관명칭 변경(한국식품산업클러스터진흥원)
  - ‘20.01  식품 등 시험 ·검사기관 지정(식품의약품안전청 지정 142호)
  - ‘19.11  우수동물실험시설(KELAF) 지정
  - ‘19.11  ISTA(국제안전수송협회) 시험실 인증 획득
  - ‘19.11  소스산업화센터 개소
  - ‘19.09  DLG(독일농업협회) 국제식품품평회 개최
  - ’19.04  국회 입주기업 상품전 개최
  - '19.01  농림축산식품부 기타공공기관 지정(기획재정부)
  - '18.01  제3대 국가식품클러스터지원센터 이사장 취임(윤태진 '18.1~'21.3)
  - '16.12  국가식품클러스터 기업지원시설(6개) 개소식
  - '16.09  국가식품클러스터지원센터 사무실 이전(과천 → 익산)
  - '15.04  제2대 국가식품클러스터지원센터 이사장 취임(최희종 `15.4.~`17.12.)
  - '14.11  국가식품클러스터 기공식(익산)
  - '12.07  국가식품클러스터 종합계획 발표
  - '11.02  국가식품클러스터지원센터(과천) 출범
  - '11.02  제1대 국가식품클러스터지원센터 이사장 취임(박종국 ‘11.2.~’14.6.)
  - '10.01  식품산업진흥법에 국가식품클러스터지원센터 설치근거 마련
  - '08.12  국가식품클러스터 조성 기본계획 발표

## 조직

### 이사장
- 이사회
- 감사
- 사업본부
- 경영기획실
- 기술지원처

#### 경영기획실장
- 기획홍보부

```
 - 기획팀
 - 기술정책팀
 - 홍보팀
```

- 경영지원부

```
 - 인사재무팀
 - 운영지원팀
 - 시설안전팀
```

- 기업유치지원부

```
 - 투자유치팀
 - 기업진흥팀
 - 벤처창업팀
```

#### 사업본부장
- 인프라조성부

```
 - 건설관리팀 
 - 원료중계공급팀
 - 기능성제형팀
 - 고령친화산업화팀
```

##### 기술지원처장
- 기술지원부

```
 - 품질안전팀
 - 기능성평가지원팀
 - 식품패키징팀
 - 기능성원료은행TF팀
```

- 생산지원부

```
 - 파일럿플랜트팀
 - 소스산업화팀
 - HMR산업화팀
```

## 국가식품클러스터 사업
'국가식품클러스터 사업'은 전라북도 익산시 왕궁면에 2017년까지 150여개의 식품기업·연구기관, 대학 등이 집적된 R&D·수출지향형 국가 식품전문산업단지를 조성한 사업이다.